# Márton Eppel
Dans le nom hongrois Eppel Márton, le nom de famille précède le prénom, mais cet article utilise l’ordre habituel en français Márton Eppel, où le prénom précède le nom.
Márton Eppel, né le 26 octobre 1991 à Budapest, est un footballeur international hongrois qui évolue au poste d'attaquant au Warta Poznań.

## Statistiques

### En club
| Saison                | Club                  | Championnat           | Championnat | Championnat | Coupe(s) nationale(s) | Coupe(s) nationale(s) | Total | Total |
| Saison                | Club                  | Division              | M.          | B.          | M.                    | B.                    | M.    | B.    |
| 2009 - 2010           | MTK Budapest FC       | D1                    | 6           | 0           | 0                     | 0                     | 6     | 0     |
| 2010 - 2011           | MTK Budapest FC       | D1                    | 21          | 3           | 4                     | 0                     | 25    | 3     |
| Sous-total            | Sous-total            | Sous-total            | 27          | 3           | 4                     | 0                     | 31    | 3     |
| 2011 - 2012           | NEC Nimègue           | Eredivisie            | 1           | 0           | 1                     | 0                     | 2     | 0     |
| Sous-total            | Sous-total            | Sous-total            | 1           | 0           | 1                     | 0                     | 2     | 0     |
| 2011 - 2012           | Paks SE               | D1                    | 3           | 0           | 0                     | 0                     | 3     | 0     |
| 2012 - 2013           | Paks SE               | D1                    | 10          | 3           | 7                     | 1                     | 17    | 4     |
| Total sur la carrière | Total sur la carrière | Total sur la carrière | 41          | 6           | 12                    | 1                     | 53    | 7     |

## Palmarès
- Championnat de Hongrie : 2017